# Gubbio Calcio 1991-1992
Questa pagina raccoglie le informazioni riguardanti il Gubbio Calcio nelle competizioni ufficiali della stagione 1991-1992.

## Risultati

### Campionato

#### Girone di andata
| 8 settembre 1991 1ª giornata | Gubbio | 0 – 0 | Civitanovese |  |

| 15 settembre 1991 2ª giornata | Pistoiese | 2 – 0 | Gubbio |  |

| 22 settembre 1991 3ª giornata | Gubbio | 0 – 1 | Rimini |  |

| 29 settembre 1991 4ª giornata | Giulianova | 1 – 1 | Gubbio |  |

| 6 ottobre 1991 5ª giornata | Cecina | 0 – 0 | Gubbio |  |

| 13 ottobre 1991 6ª giornata | Gubbio | 0 – 1 | Carrarese |  |

| 20 ottobre 1991 7ª giornata | Vis Pesaro | 1 – 0 | Gubbio |  |

| 27 ottobre 1991 8ª giornata | Gubbio | 1 – 1 | Teramo |  |

| 10 novembre 1991 9ª giornata | Gubbio | 0 – 1 | Ponsacco |  |

| 10 novembre 1991 10ª giornata | Avezzano | 2 – 0 | Gubbio |  |

| 24 novembre 1991 11ª giornata | Gubbio | 0 – 0 | Castel di Sangro |  |

| 1º dicembre 1991 12ª giornata | Montevarchi | 4 – 0 | Gubbio |  |

| 8 dicembre 1991 13ª giornata | Gubbio | 1 – 1 | Vastese |  |

| 15 dicembre 1991 14ª giornata | Gubbio | 3 – 0 | Pontedera |  |

| 22 dicembre 1991 15ª giornata | Poggibonsi | 1 – 0 | Gubbio |  |

| 5 gennaio 1992 16ª giornata | Gubbio | 0 – 0 | Prato |  |

| 12 gennaio 1991 17ª giornata | Viareggio | 1 – 0 | Gubbio |  |

| 19 gennaio 1992 18ª giornata | Gubbio | 0 – 0 | Lanciano |  |

| 26 gennaio 1992 19ª giornata | Francavilla | 0 – 0 | Gubbio |  |

#### Girone di ritorno
| 9 febbraio 1992 20ª giornata | Civitanovese | 0 – 0 | Gubbio |  |

| 16 febbraio 1992 21ª giornata | Gubbio | 1 – 1 | Pistoiese |  |

| 23 febbraio 1992 22ª giornata | Rimini | 3 – 0 | Gubbio |  |

| 1º marzo 1992 23ª giornata | Gubbio | 1 – 0 | Giulianova |  |

| 8 marzo 1992 24ª giornata | Gubbio | 0 – 1 | Cecina |  |

| 15 marzo 1992 25ª giornata | Carrarese | 4 – 1 | Gubbio |  |

| 22 marzo 1992 26ª giornata | Gubbio | 0 – 0 | Vis Pesaro |  |

| 29 marzo 1992 27ª giornata | Teramo | 0 – 1 | Gubbio |  |

| 5 aprile 1992 28ª giornata | Ponsacco | 2 – 0 | Gubbio |  |

| 12 aprile 1992 29ª giornata | Gubbio | 2 – 1 | Avezzano |  |

| 26 aprile 1992 30ª giornata | Castel di Sangro | 1 – 0 | Gubbio |  |

| 3 maggio 1992 31ª giornata | Gubbio | 1 – 0 | Montevarchi |  |

| 10 maggio 1992 32ª giornata | Vastese | 0 – 0 | Gubbio |  |

| 17 maggio 1992 33ª giornata | Pontedera | 1 – 1 | Gubbio |  |

| 24 maggio 1992 34ª giornata | Gubbio | 0 – 1 | Poggibonsi |  |

| 31 maggio 1992 35ª giornata | Prato | 1 – 0 | Gubbio |  |

| 7 giugno 1992 36ª giornata | Gubbio | 3 – 0 | Viareggio |  |

| 14 giugno 1992 37ª giornata | Lanciano | 1 – 0 | Gubbio |  |

| 21 giugno 1992 38ª giornata | Gubbio | 0 – 2 | Francavilla |  |